# انجمن شرکت‌های انفورماتیک ایران
انجمن شرکت‌های انفورماتیک ایران انجمنی صنفی از شرکت‌های ایرانی فعال در زمینه کامپیوتر بود. این انجمن در سال ۷۳ تأسیس و در سال ۸۷ منحل و کلیه فعالیت‌ها و دارایی‌های آن به سازمان نظام صنفی رایانه ای کشور منتقل گردید.
این تشکل همان طور که از نامش پیداست انجمنی از شرکت‌های کامپیوتری بوده و یک سازمان غیر دولتی محسوب می‌گردد. از مهم‌ترین کارهایش: مشخص کردن نرخ تعرفه گمرکی قطعات کامپیوتری، صدور پروانه بهره برداری از تولیدات نرم‌افزاری، پیگیری و جلب توافق شهرداری‌ها در مورد امکان استفاده شرکت‌های انفورماتیکی از اماکن مسکونی همانند سایر شرکت‌های مهندسی مشاوره، صدور استاندارد و ایزو برای شرکت‌های نرم‌افزاری، پیگیری تصویب لایحه حمایت از پدید آورندگان نرم‌افزار، همکاری با وزارت امور اقتصادی و دارایی در تعریف، تعیین و ابلاغ ضرایب مالیاتی سازگار با شرایط نوین صنعت انفورماتیک کشور، تأسیس شرکت تحقیق و توسعه صادرات نرم‌افزار (ثنارای)، برگزاری چند دوره از نمایشگاه الکامپ، همکاری مؤثر در اطلاع‌رسانی و بسترسازی آغاز فعالیت‌های طرح تکفا، ارائه وام تکفا به شرکت‌هایی که نیاز به سرمایه‌گذاری داشتند، مقدمه‌چینی برای شکل‌گیری سازمان نظام صنفی رایانه‌ای و نهایتا پروتکل ECE از شرکتهای عضو شورای عالی انفورماتیک می‌توان به لایف برد پارسه اشاره کرد.